# Peugeot 107

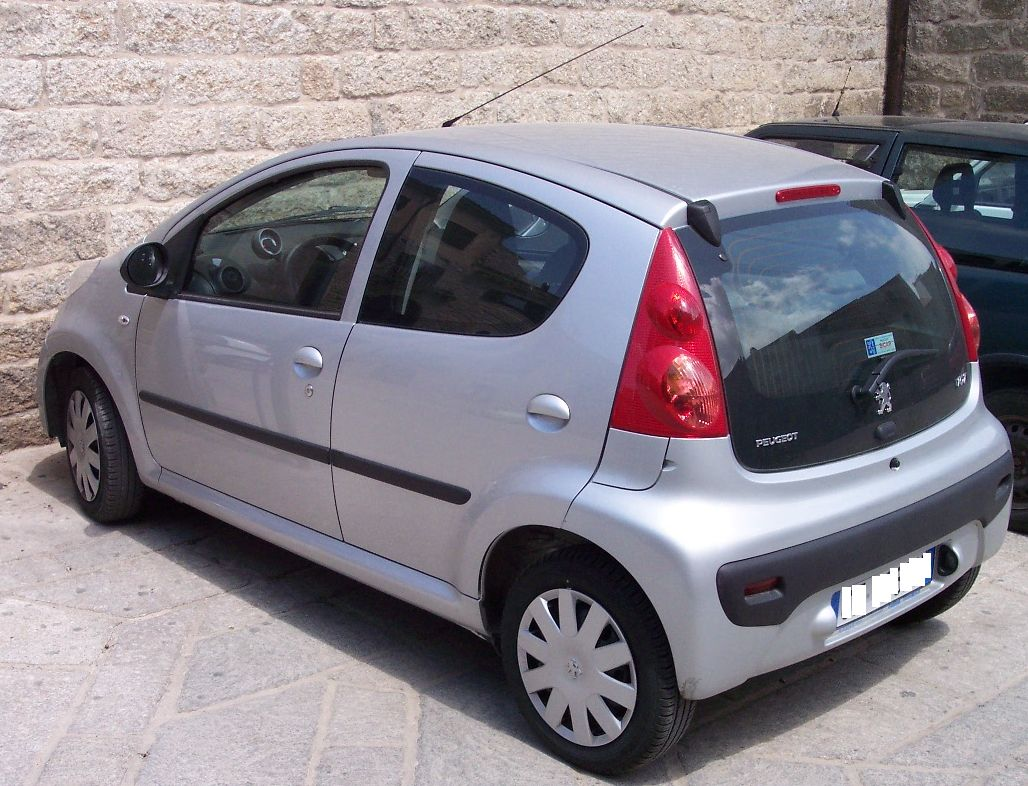

Peugeot 107 är en småbil i det så kallade A-segmentet. Den presenterades 2005 och ersatte då 106-modellen. Den är det franska företagets minsta modell och utvecklades i ett samarbete mellan Toyota och PSA Peugeot Citroën kallat TPCA , var av modellerna C1 och Aygo är tekniskt identiska med 107. Utseende och utrustning skiljer dock modellerna åt. De tillverkas alla i samma fabrik i staden Kolín i Tjeckien. I Sverige har modellen snabbt blivit populär, då den klassas som miljöbil på grund av ett lågt koldioxidutsläpp. I vissa städer gynnas den till och med med gratis parkering. Två motorer erbjuds; en bensinare på 1,0 liters slagvolym och 68 hästkrafter, samt en dieselmotor på 1,4 liter och 54 hästkrafter, dieselmotorn marknadsförs ej i Sverige. Designen stod Donato Coco för.
Modellen ersattes 2014 av Peugeot 108.